# أمريكيون أستراليون
أمريكيون أستراليون هم مواطنين الولايات المتحدة من اصل أسترالي .